# 900
900 (devetsto) je tudi nalov knjige Alessandra Baricca (v originalu: »Novecento«)
Glej tudi: število 900
900 (CM) je bilo prestopno leto, ki se je po julijanskem koledarju začelo na torek.

## Dogodki
- 1. januar

## Rojstva
- Vačaspati Mišra, indijski filozof, logik in jezikoslovec († 980)

## Smrti
- 13. avgust - Cventibold, kralj Lotaringije (Lorene) (* ok 870)
- Janez IX., papež
- Sjemovit, vojvoda Zahodnih Poljanov (* okoli 845)